# Zenobia (planta)
Zenobia és un gènere de plantes que pertanyen a la família de les ericàcies (Ericaceae).

## Descripció
És nativa del sud-est dels Estats Units a Carolina del Nord, Carolina del Sud i Virgínia. És un arbust caduc o semiperennifoli que arriba a 0,5 a 1,8 m d'alçada. Les fulles estan disposades en espiral i posseeixen una forma d'ovada a el·líptica, de 2 a 7 cm de longitud. Les flors són blanques i acampanades, fan 12 mm de llargada i 10 mm d'amplada. El fruit és una càpsula amb cinc valves.

## Registre fòssil
S'han descrit 10 fruits fòssils de †Zenobia fasterholtensis dels estrats del Miocè mitjà de la zona de Fasterholt prop de Silkeborg al centre de Jutlàndia, Dinamarca.

## Taxonomia
El gènere va ser descrit per David Don i publicat a Edinburgh New Philosophical Journal 17(33): 158, a l'any 1834. L'espècie tipus és: Zenobia speciosa (Michx.) D. Don

## Espècies acceptades
Comprèn 4 espècies descrites del gènere Zenobia (planta) acceptades fins al juny de 2024, ordenades alfabèticament. Per a cadascuna s'indica el nom binomial seguit de l'autor, abreujat segons les convencions i usos.
- Zenobia dealbata D.Don ex Steud.	Nomencl. Bot. [Steudel], ed. 2. 1: 89, in syn.; 2: 797. 1840
- Zenobia floribunda DC. Prodr. 7: 598 (1839)
- Zenobia pulverulenta (W.Bartram ex Willd.) Pollard Bull. Torrey Bot. Club 22: 232 (1895)
- Zenobia speciosa (Michx.) D.Don	Edinburgh New Philos. J. 17: 158 (1834)